# Кліфтон (Вірджинія)
Кліфтон (англ. Clifton) — місто (англ. town) в США, в окрузі Ферфакс штату Вірджинія. Населення — 243 особи (2020).

## Географія
Кліфтон розташований за координатами 38°46′48″ пн. ш. 77°23′10″ зх. д. / 38.78000° пн. ш. 77.38611° зх. д. (38.780128, -77.385990).  За даними Бюро перепису населення США в 2010 році місто мало площу 0,65 км², з яких 0,64 км² — суходіл та 0,01 км² — водойми.

### Клімат
| Клімат : Кліфтон        | Клімат : Кліфтон | Клімат : Кліфтон | Клімат : Кліфтон | Клімат : Кліфтон | Клімат : Кліфтон | Клімат : Кліфтон | Клімат : Кліфтон | Клімат : Кліфтон | Клімат : Кліфтон | Клімат : Кліфтон | Клімат : Кліфтон | Клімат : Кліфтон | Клімат : Кліфтон |
| Показник                | Січ.             | Лют.             | Бер.             | Квіт.            | Трав.            | Черв.            | Лип.             | Серп.            | Вер.             | Жовт.            | Лист.            | Груд.            | Рік              |
| Абсолютний максимум, °C | 25,0             | 24,4             | 29,4             | 34,4             | 35,6             | 37,8             | 40,0             | 39,4             | 38,3             | 33,9             | 29,4             | 23,9             | 40,0             |
| Середній максимум, °C   | 6,1              | 7,8              | 14,4             | 20,0             | 25,0             | 29,4             | 31,1             | 30,6             | 27,2             | 21,1             | 15,0             | 8,3              | 19,4             |
| Середня температура, °C | 0,6              | 2,2              | 7,8              | 12,8             | 17,8             | 22,8             | 25,0             | 23,9             | 20,6             | 13,9             | 8,9              | 1,1              | 13,3             |
| Середній мінімум, °C    | −5,6             | −3,9             | 0,6              | 5,0              | 10,6             | 15,6             | 18,3             | 17,2             | 13,3             | 6,7              | 2,2              | −6,1             | 7,2              |
| Абсолютний мінімум, °C  | −22,2            | −20              | −20,6            | −7,2             | −1,7             | 4,4              | 8,9              | 4,4              | 0,6              | −7,2             | −12,8            | −17,8            | −22,2            |
| ----------------------- | ---------------- | ---------------- | ---------------- | ---------------- | ---------------- | ---------------- | ---------------- | ---------------- | ---------------- | ---------------- | ---------------- | ---------------- | ---------------- |
| Джерело:                |                  |                  |                  |                  |                  |                  |                  |                  |                  |                  |                  |                  |                  |

## Демографія
Згідно з переписом 2010 року, у місті мешкали 282 особи в 89 домогосподарствах у складі 78 родин. Густота населення становила 437 осіб/км².  Було 93 помешкання (144/км²).
Расовий склад населення:
| - 98,9 % — білих - 0,4 % — азіатів |

До двох чи більше рас належало 0,4 %. Частка іспаномовних становила 0,4 % від усіх жителів.
За віковим діапазоном населення розподілялося таким чином: 32,6 % — особи молодші 18 років, 60,0 % — особи у віці 18—64 років, 7,4 % — особи у віці 65 років та старші. Медіана віку мешканця становила 38,0 року. На 100 осіб жіночої статі у місті припадало 123,8 чоловіків;  на 100 жінок у віці від 18 років та старших — 102,1 чоловіків також старших 18 років.
Середній дохід на одне домашнє господарство  становив 202 108 доларів США (медіана — 177 500), а середній дохід на одну сім'ю — 216 751 долар (медіана — 179 250). За межею бідності перебувало 1,6 % осіб, у тому числі 3,1 % дітей у віці до 18 років та 0,0 % осіб у віці 65 років та старших.
Цивільне працевлаштоване населення становило 134 особи. Основні галузі зайнятості: науковці, спеціалісти, менеджери — 25,4 %, освіта, охорона здоров'я та соціальна допомога — 17,9 %, фінанси, страхування та нерухомість — 10,4 %, мистецтво, розваги та відпочинок — 9,0 %.